# Hörcsögfélék

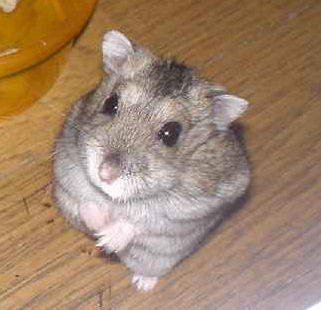
Dzsungáriai törpehörcsög

A hörcsögfélék (Cricetidae) az emlősök (Mammalia) osztályába a rágcsálók (Rodentia) rendjébe sorolt egéralkatúak (Myomorpha) alrend  egyik családja 717 fajjal.
Egyes rendszerek hörcsögformák (Cricetinae) néven alcsaládként sorolják be őket az egérfélék (Muridae) családjába.

## Származásuk, elterjedésük
Magyarországon nyolc fajuk honos:
- csalitjáró pocok (Microtus agrestis)

- mezei pocok (Microtus arvalis)

- északi pocok (Microtus oeconomicus)

- földi pocok (Microtus subterraneus)
- közönséges kószapocok (Arvicola amphibius)
- vöröshátú erdeipocok (Myodes glareolus)
- pézsmapocok (Ondatra zibethicus)
- mezei hörcsög (Cricetus cricetus)[1]

## Megjelenésük, felépítésük
Legtöbbjüknek rugalmas pofazacskója akár a vállukig is érhet.

## Érdekességek
Mivel fogságban is könnyen szaporíthatóak, ezért népszerű házi- és laboratóriumi állatok.

## Rendszertani felosztásuk
Hat alcsaládjuk:
- pocokformák (Arvicolinae) Gray, 1821 – 151 faj
- hörcsögformák (Cricetinae) Fischer, 1817 – 19 faj
- sörényespatkány-formák (Lophiomyinae) Milne Edwards, 1867 – 1 élő faj
- Neotominae Merriam, 1894 – 124 faj
- betűfogúformák (Sigmodontinae) Wagner, 1843 – 412 faj
- liánpatkányformák (Tylomyinae) Reig, 1984 – 10 faj